# クセニア・メルニク
クセニア・メルニク（Kseniya Melnik、1983年 - ）は、ロシア北東部のマガダン生まれの作家。

## 経歴
1998年、15歳で家族とともにアメリカ合衆国のアラスカ州に移住。ニューヨークのコルゲート大学で社会学を学ぶ。その後、様々な職業を経験。文芸誌に小説を書き始める。
処女作の『5月の雪』は、国際ディラン・トマス賞の最優秀賞、フランク・オコナー国際短編賞を受賞した。ニューヨーク大学で創作の修士号を取得してからは、教職と並行して次の作品を執筆。"Ghost in my Yourth"（仮題(我が青春のゴーストタウン」)というタイトルが告知されている。ロサンゼルス在住。

## 邦訳作品
- 『5月の雪』小川高義 訳、新潮社、新潮クレスト・ブックス、2017年4月

## 作品
- "Snow in May" 2014年